# Côte Fleurie
La Côte Fleurie est un choronyme qui correspond à l'ouest du littoral du pays d'Auge sur la baie de Seine en Normandie, à l'est du Calvados, entre l'estuaire de la Seine et celui de l'Orne. Elle se situe entre la Côte de Nacre à l'ouest et la Côte d'Albâtre à l'est. La Côte de Grâce qui s'étend de Trouville-sur-Mer à Honfleur au débouché sud de l'estuaire de la Seine, est comprise dans la Côte Fleurie.

## Choronyme

Deauville à la Belle-Époque par Eugène Boudin.

Raymond Coustant d'Yanville, conseiller général du Calvados et président de la société d'horticulture de l'arrondissement de Pont-l'Évêque, aurait le premier utilisé le nom de « Côte Fleurie » en 1903 en s'adressant aux horticulteurs de la région : « comme il y a sur la Méditerranée la Côte d'Azur, grâce à nous, il y a sur la Manche la Côte fleurie ! ».
Ce nom de « Côte Fleurie » est devenu un concept touristique propagé avec le développement du tourisme et la nécessité de distinguer les différents paysages des côtes françaises, tout en en résumant la caractéristique principale qui la distingue des autres (Côte d'Azur, Côte de Nacre, Côte d'Albâtre, Côte d'Émeraude, etc.)
Le terme fait référence à la campagne riante et fleurie de l'arrière-pays avec notamment les pommiers en fleur et aux nombreuses stations balnéaires de renom qui entretiennent dans cette optique de nombreux jardins, qui sont, d'est en ouest :
- Honfleur ;
- Villerville ;
- Trouville-sur-Mer ;
- Deauville ;
- Benerville-sur-Mer ;
- Blonville-sur-Mer ;
- Villers-sur-Mer ;
- Houlgate ;
- Dives-sur-Mer ;
- Cabourg ;
- Le-Hôme-Varaville ;
- Merville-Franceville-Plage ;
- Sallenelles.

Riviera normande, la Côte Fleurie fait également référence aux promenades longeant les plages. Composées de parterres fleuris chaque saison et de végétaux résistants aux embruns, ces promenades ont participé au développement touristique du littoral. La publicité, la presse locale et surtout la publication de guides touristiques ont en effet permis de faire la promotion de ces nouveaux espaces. Ainsi, Houlgate est qualifiée de « perle de la côte fleurie », Cabourg de « plage des fleurs », Deauville de « plage fleurie ».

## Géographie

### Paysages

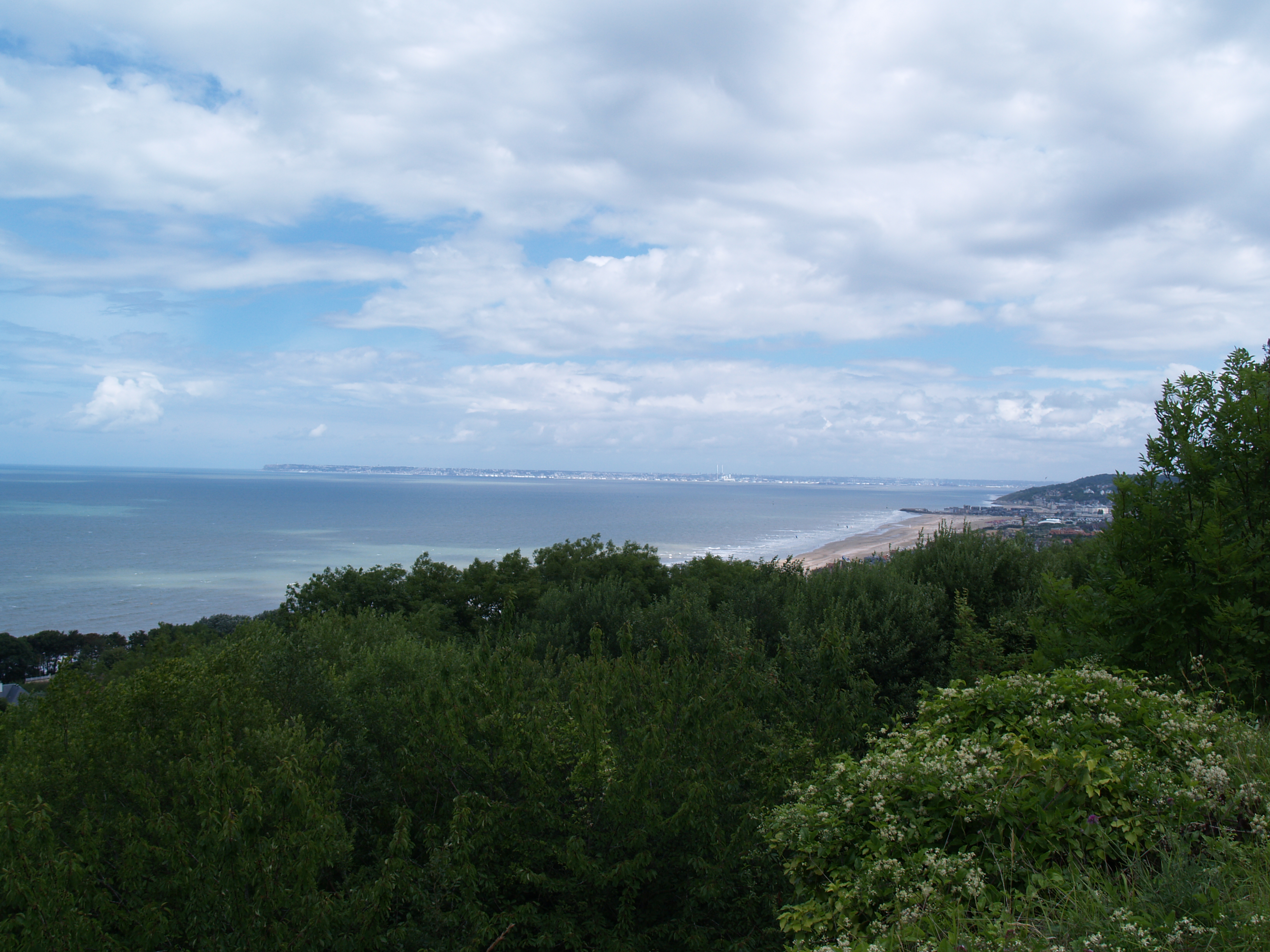
Le mont Canisy permet à l'observateur d'embrasser un panorama de la Côte Fleurie. La photo montre une vue sur le port Deauville, la falaise des Roches Noires au Nord-Est de Trouville, les falaises du cap de la Hève, la zone portuaire du Havre et l'estuaire de la Seine.

Longitudinalement, le littoral de la Côte Fleurie « est loin d’avoir une silhouette rectiligne. Vers l’est, deux courbes, séparées par le promontoire boisé de hêtres de Notre-Dame de Grâce, ont été modelées par d’anciens méandres de la Seine sur lesquels descendent les étroits vallons de la Morelle, de l’Orange, et des ruisseaux d’Honfleur et de Barneville. Au milieu débouche la large vallée de la Touques et son plancher de prairies inondables. Puis le mont Canisy, fragment du plateau augeron détaché par le vallon de Tourgéville, se dresse au-dessus du cordon dunaire et du marais littoral allongés de Villers à Blonville-sur-Mer. Ainsi les profils des falaises se relaient-ils successivement grâce aux coupures et aux indentations qui les individualisent ».

### Climat
Pour des articles plus généraux, voir Climat de la Normandie et Climat du Calvados.